# 剛玉
剛玉（英語：corundum）是一種由氧化鋁（Al2O3）的結晶形成的成岩矿物。刚玉常含有少量的铁、钛、钒和铬离子。纯氧化铝结晶是无色的，但因为所含杂质不同，刚玉呈现不同的颜色。
寶石級剛玉之中，摻有金屬鉻的剛玉顏色鮮紅，一般稱之為紅寶石；而藍色或沒有色的剛玉，普遍都會被歸入藍寶石的類別。刚玉的英文名corundum源于泰米尔语的குருந்தம்（羅馬化：Kuruntam），起源于梵文的कुरुविन्द（羅馬化：Kuruvinda），意为“红宝石”

## 合成刚玉
1837年馬克·安托萬·奧古斯特·戈丹采用少量铬作为颜料，高温融化氧化铝，从而第一次获得了合成刚玉1847年，雅克-约瑟夫·埃贝尔蒙透过在硼酸中热融氧化铝获得了白色的合成刚玉。1877年，埃德蒙·弗雷米和奧古斯德·伐諾伊在超过两千度的高温下烧结氟化钡、氧化铝和少量的铬，获得了人造红宝石。1903年，伐諾伊宣称他可以用这一方法完成商业规模的红宝石生产。

## 结构和物理性质

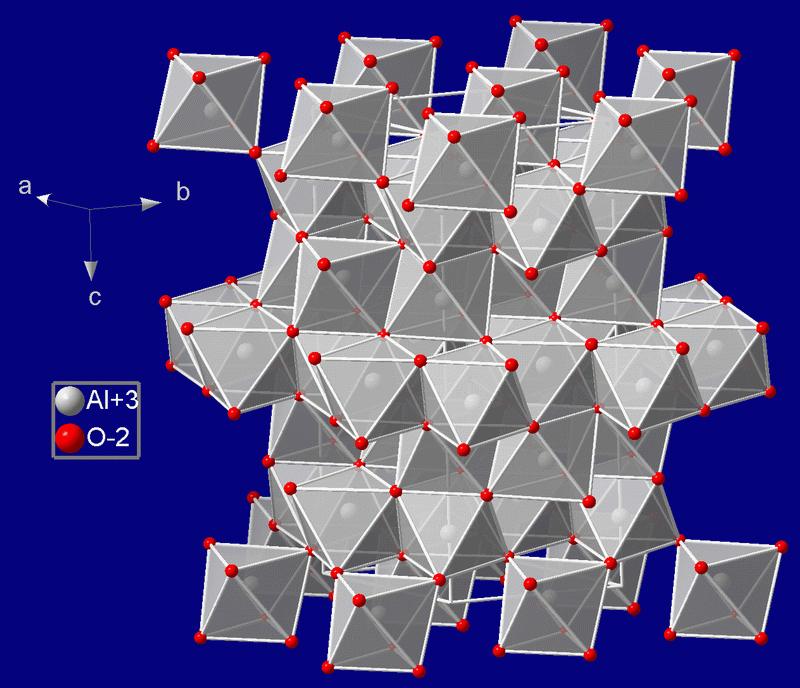
刚玉晶体结构

刚玉具有三角对称结构，空间群R3c，标况下晶格参数为a = 4.75 Å，c = 12.982 Å。晶胞包括六个组成单元。在刚玉的晶格中，氧原子形成略微扭曲的六方紧密堆积结构，其中三分之二的八面体空隙填充有铝离子。
刚玉具有较高的硬度（摩氏硬度為9），以刚玉为主含有杂质较多的棕刚玉的摩氏硬度也可以达到8，都可以用来研磨大部分矿物。加之刚玉和金刚砂具有相對比鑽石更低廉的价格，因此被广泛用于砂纸和各种研磨设备上，对金属、塑料和木材进行加工。除去高硬度之外，刚玉的密度为4.02 g/cm3，这在由低相对分子质量元素例如铝和氧组成的矿物中是十分高的。

## 刚玉图片

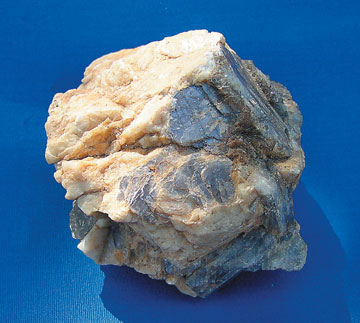
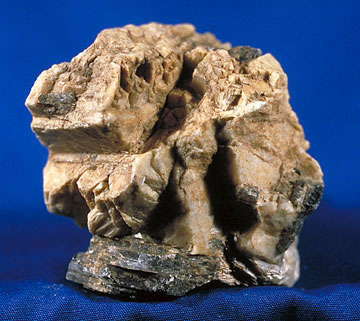
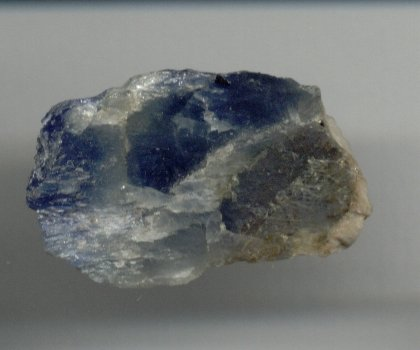

## 参看
- 礦物列表
- 寶石

## 外部連結
- 剛玉 - Mindat
- 剛玉 - Webmineral （页面存档备份，存于）